# Buri Bars
Buri Bars (Buri-Bars o Buribars) ibn Alp Arslan (mort 1095) fou un príncep seljúcida enviat per Barkyaruq contra Arslan Arghun (també fill d'Alp Arslan) que es volia forjar un regne independent al Khurasan. Inicialment en la guerra entre els dos germans Buri Bars va obtenir el triomf, però finalment Arslan Argun va obtenir una victòria decisiva el 1095. Buri Bars fou fet presoner per les forces del seu germà que en va ordenar la seva execució.